# Closer (Nine-Inch-Nails-Lied)
Closer (auch als Closer to God bekannt) ist ein Lied des Industrial-Rock-Projekts Nine Inch Nails. Es erschien im Jahr 1994 auf dem Konzeptalbum The Downward Spiral und als Singleauskopplung.

## Inhalt und Kontext
Das Album handelt von den Bemühungen einer Person, sich der Kontrolle durch Religion und Gesellschaft zu entziehen; das Mittel zum Erreichen dieses Ziels sind Sex und Gewalt. In Closer berichtet das lyrische Ich von den positiven Gefühlen, die es beim gefühllosen Geschlechtsverkehr („like an animal“, zu Deutsch: „wie ein Tier“) überkommen. In Reptile wird das Thema Sex noch einmal behandelt, zu diesem Zeitpunkt allerdings wurde der Protagonist nach seinem Gewalttrip in Big Man With A Gun und der darauffolgenden Reue in A Warm Place von der Maschine bereits komplett übernommen und erkennt, dass er komplett den Tiefpunkt erreicht hat, worauf er im Titeltrack Selbstmord begeht.

## Musikvideo
Das Musikvideo zu Closer, bei dem Mark Romanek Regie führte, ist eine Hommage an den Fotografen Joel-Peter Witkin. Inhaltlich stellt es den Höhepunkt der auf The Downward Spiral erzählten Geschichte dar; so werden etwa an ein Kreuz gebundene Affen und menschliche, lebende Organe gezeigt. Deshalb und aufgrund des Textes, insbesondere der Zeile „I wanna fuck you like an animal“ im Refrain, wurde das Video auf Musiksendern nur in einer zensierten Version gezeigt.
Es wurde 2006 von Zuschauern des Senders VH1 Classic zum bestplatzierten Video der „20 Greatest Music Videos of All Time“ gewählt.

## Erfolge
Die Singleauskopplung erreichte die Billboard Top 100, landete dort allerdings lediglich auf Platz 41. Erfolgreicher war die Single in Kanada, wo sie im Jahr 2000 auf Platz 5 der Singlehitparade stieg.

## Versionen
Von Closer existieren drei Versionen. Die Singleauskopplung ist um 13 Sekunden länger als die Version auf dem Album, da auf letzterem das Lied direkt in Ruiner übergeht und somit der instrumentale Schluss fehlt. Die Videoversion ist nahezu identisch, allerdings wird das Wort „fuck“ aus dem Refrain ausgeblendet.

## Trivia
- Das Stück verwendet ein Kickdrum-Sample aus dem Lied Nightclubbing von Iggy Pop.[4]
- Der NIN-Autor Meathead veröffentlichte unter dem Pseudonym Nine Inch Goombas ein Mashup aus Closer und der Titelmelodie von Super Mario Bros., welche er Closer to Mario nannte[5]
- In der Netflix-Horrorserie Der Untergang des Hauses Usher des Regisseurs Mike Flanagan von 2023 erklingt gegen Ende der zweiten Episode namens Die Maske des Roten Todes der Song Closer während eines dekadenten und sexuell ausschweifenden Maskenballs in einem stillgelegten Industriebau.